# Meine Oma fährt im Hühnerstall Motorrad
Das Scherzlied Meine Oma fährt im Hühnerstall Motorrad ist bei Kindern und Erwachsenen gleichermaßen beliebt und wird in vielen verschiedenen Versionen gesungen. Es entstand möglicherweise schon in den 1930er Jahren als Mischung aus zwei verschiedenen, älteren Schlagern: Der Refrain des Rheinländers Wir versaufen unsrer Oma ihr klein Häuschen, den Robert Steidl 1922 schrieb, bildet die Vorlage für die Melodie, wobei Steidl seinerseits diesen Melodieteil dem Trio-Teil des Liedes Die Holzauktion (um 1890) von Franz Meißner entlehnte. Der Text ist dagegen an den Foxtrott Meine Oma fährt Motorrad, ohne Bremse, ohne Licht (1928) von Ernst Albert (Text) und Erwin Bolt (Musik) angelehnt; deutliche inhaltliche Parallelen weist auch das Lied Wenn die liebe Tante mit dem guten Onkel (ebenfalls 1928) von Förster und Hirsch auf.

## WDR-Version

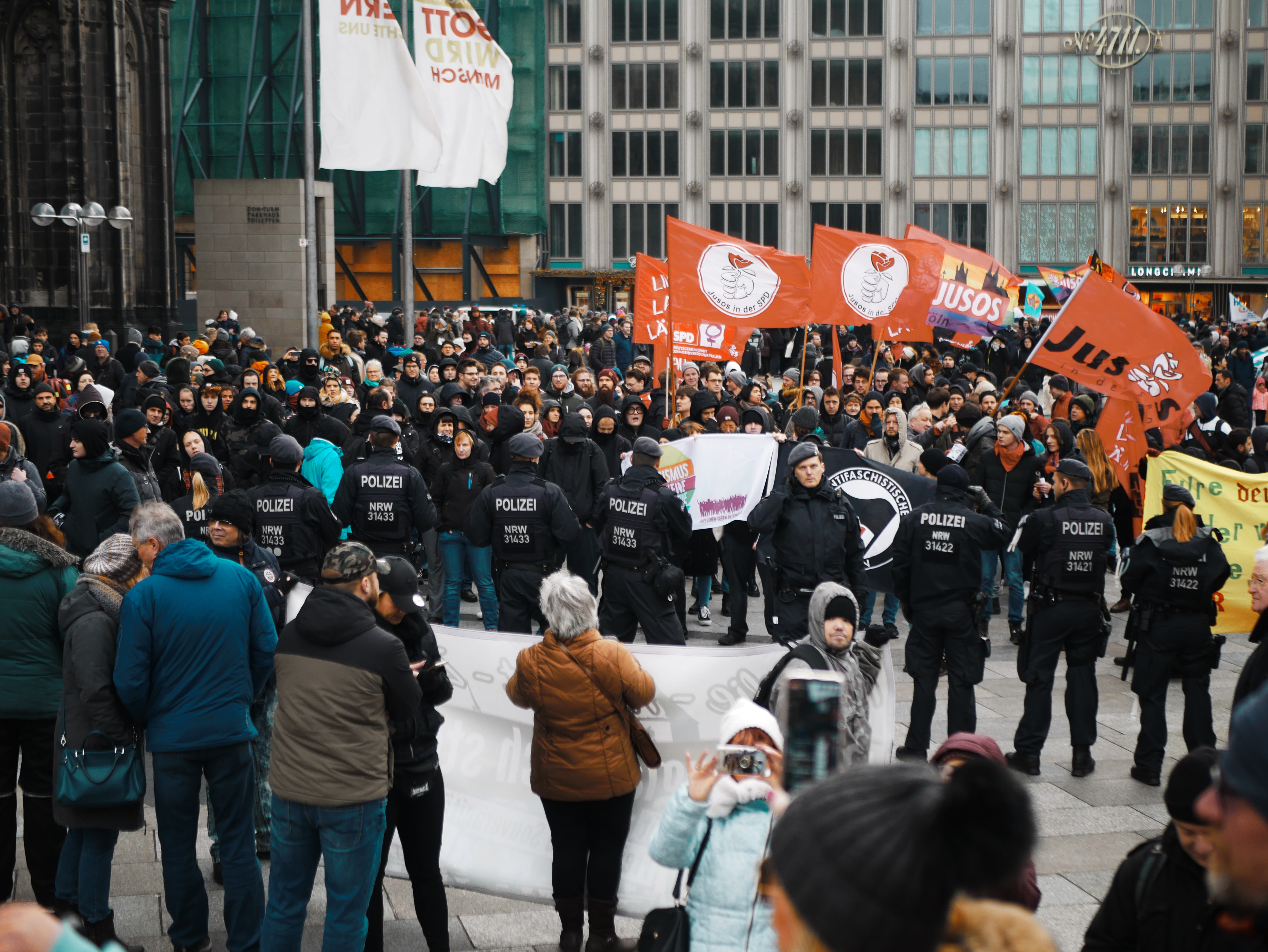
Gegendemonstration in Köln Januar 2020 gegen eine Kundgebung anlässlich des „Umweltsau“-Videos.

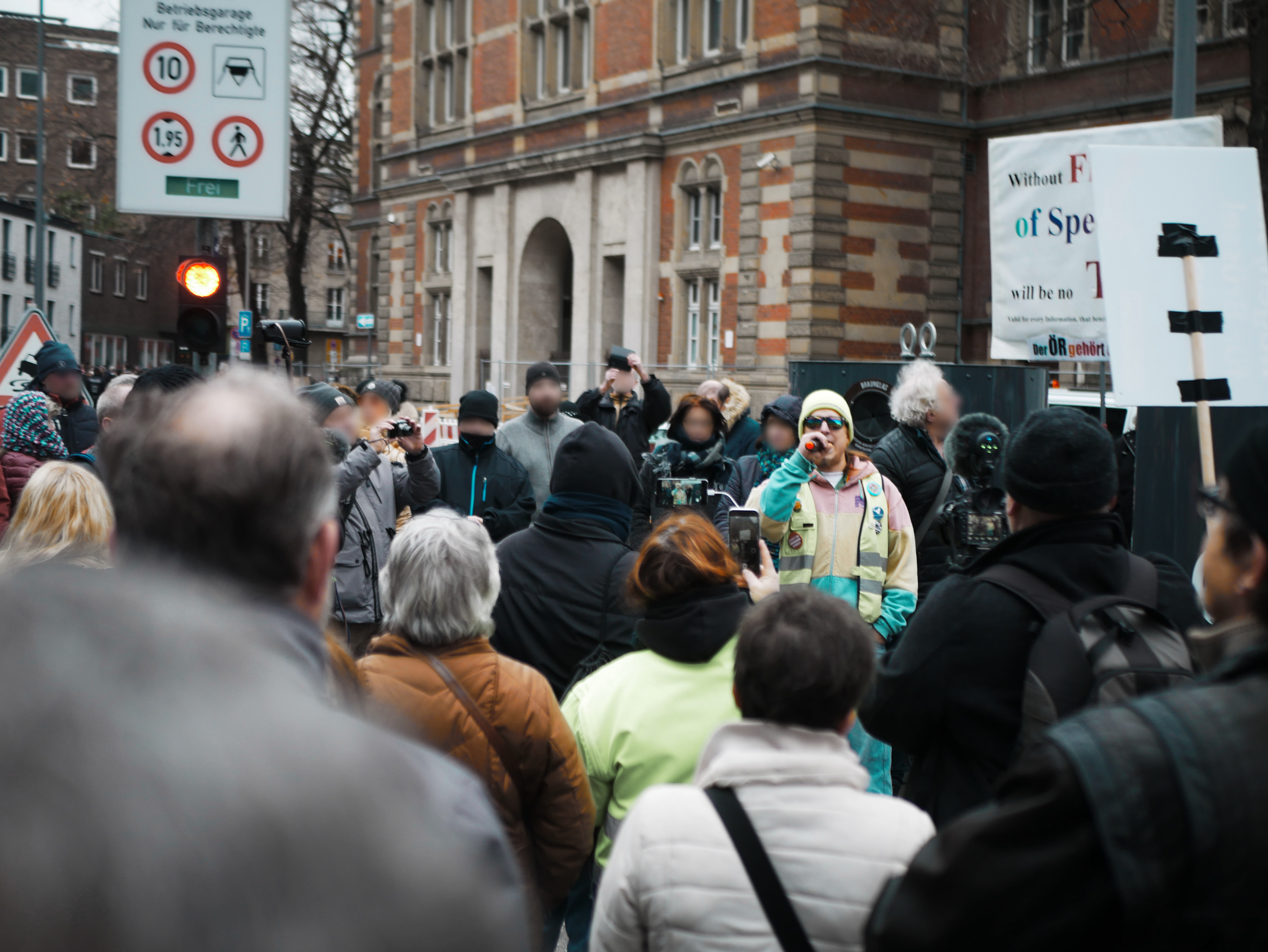
Kundgebung überwiegend rechtsgerichteter Teilnehmer am 4. Januar mit Auftritt des Rappers „Master Spitter“

## Rhythmik und Melodik
Die Textpassagen „Meine Oma fährt …“ beginnen jedes Mal mit einer Sexte als markantem Tonsprung aufwärts, gefolgt von zwei Tetrachorden abwärts. Die Energie dieser Achtelnoten mündet zunächst in das dreimalige „Motorrad“-Motiv, bestehend aus einer wiegenden Terz abwärts. Nach Wiederholung der Textpassage „Meine Oma fährt …“ steigt die Melodie stufenweise in Achtelnoten zum abschließenden Grundton der Tonart an.